# Jean-Pierre Jossua
Jean-Pierre Jossua (Boulogne-Billancourt, 24 de setembre de 1930 - Breteuil, 1 de febrer 2021) va ser un escriptor i teòleg dominicà francès que va compartir la vida entre l'escriptura, l'ensenyament i la investigació acadèmica. Va ser professor de teologia dogmàtica a la facultat de teologia de Saulchoir.

## Biografia
Descendent d'una família jueva originària de Salònica, durant l'ocupació alemanya ha de refugiar-se a Niça, i després exiliar-se a l'Argentina. El seu pare, que s'havia quedat a França, és detingut i deportat a Auschwitz, on mor l'any 1943. La seva mare Marcelle, nascuda Cazes, era traductora.
Després dels estudis de medicina, es converteix al cristianisme, entrant a l'orde dominicà l'any 1953. Estudia teologia a la facultat dominicana de Saulchoir, i presenta una tesi de doctorat en teologia a la Facultat de teologia catòlica d'Estrasburg. La seva « teologia literària » comporta dos vessants. El primer inaugurat l'any 1973 es va definir com l'escriptura literària de l'experiència i de la reflexió cristianes. El segon, desenvolupat a partir de 1980 consisteix en una lectura teològica de la literatura, amb una sèrie d'estudis que seran reunits en volums i completades a partir de 1987 pel butlletí crític anual a la Revista de les ciències filosòfiques i teològiques. Aquesta doble orientació es paradigmàtica d'una relació entre el cristianisme i la cultura
És codirector de la revista Concilium de 1970 a 1996, director de La Vie spirituelle de 1988 a 1996. L'any 1977, dona les Gifford Lectures a Edimburg sobre Pierre Bayle i la qüestió del mal. El seu butlletí de teologia literària apareix cada any a la Revista de les ciències filosòfiques i teològiques. A partir de 1992, passa una part de la seva vida a l'Alta-Provença, al peu de la cara nord del mont Ventoux, a continuació a Normandia a partir de 2014. L'any 1995 es professor al departament d'estètica del Centre Sèvres fins a l'any 2011. L'any 2000, és convidat a donar les lliçons Aula Joan Maragall a Barcelona, sobre literatura i la inquietud de l'absolut.
És enterrat a Étiolles.

## Obres
- Le Salut, incarnation ou mystère pascal, chez les Pères de l'Église, de Saint-Irénée à Saint-Léon le Grand, Paris, Éditions du Cerf, 1968, 399 p

edició comercial de Tesi : Teologia catòlica , Estrasburg, 1968
- Pour une histoire religieuse de l'expérience littéraire (4 vol. entre 1985 i 1998)
- La Condition du témoin, 1985
- Le Livre des signes, Journal théologique IV, 1993
- Seul avec Dieu : l'aventure mystique, col. « Découvertes Gallimard / Religions » (no 285), París, Gallimard, 1996
- La Chèvre du Ventoux, Journal théologique V, 2001
- Une vie (en francès). Éditions Desclée de Brouwer, 2001.

obres autobiogràfiques
- Figures présentes, figures absentes : pour lire Philippe Jaccottet, 2002
- Si ton cœur croit : le chemin d'une foi, 2007
- La passion de l'infini : littérature et théologie, nouvelles recherches, 2011
- Chercher jusqu'à la fin, 2012
- Aimer Nerval, 2014

- Création littéraire et recherche de l'absolu : autour de l'œuvre de Jean-Pierre Jossua, Facultés jésuites de Paris, 2004 ISBN 2-84847-004-6.